# Бертенсон, Иосиф Васильевич
Иосиф Васильевич Бертенсон (1833, Николаев — 29 марта [10 апреля] 1895, Петербург) — российский врач, гигиенист, врачебный инспектор, доктор медицины, тайный советник, почëтный лейб-медик Высочайшего двора Российской империи.
Известный специалист в области гигиены и санитарного дела.

## Биография
Родился в Николаеве, в еврейской купеческой семье. Его отец, Гейнех Бертенсон, впоследствии перевёл своё дело в Одессу, поэтому его сын учился в Ришельевском лицее; в 1849 году окончил гимназические классы и год учился на юридическом факультете лицея; затем перевелся в Императорский Харьковский университет (на медицинский факультет), откуда студентом четвёртого курса был переведен в Императорский Дерптский университет, где и окончил курс и 14 мая 1857 года защитил диссертацию «Nonnula de neochondroplasmatum articulorum origine et cura», в которой была обобщена вся известная к тому времени мировая статистика операций на суставах с целью удаления новообразований хрящей.
Получив степень доктора медицины, некоторое время работал врачом в помещичьих имениях В. С. Коншина в Калужской губернии, а 16 февраля 1859 года был назначен врачом богоугодных заведений Витебского приказа общественного призрения.
В 1861 году совершил четырёхмесячную поездку за границу, где слушал лекции в Вене, Берлине, Праге, Париже профессоров Вирхова, Траубе, Шкоды, Гельмгольца и других.
После возвращения поступил в медицинский департамент Министерства иностранных дел; с 23 июня 1862 года в чине коллежского асессора он занял должность совещательного члена Санкт-Петербургского физиката. С 1865 года редактировал «Архив судебной медицины и общественной гигиены».

И. В. Бертенсон

В 1866 году ему было поручено заведование холерным приютом в здании Рождественской части (на Песках), превращенным в 1867 году в Первую городскую больницу. С 12 августа 1868 года он работал в должности Петербургского губернского врачебного инспектора. Впервые в России ввел барачную систему больниц. По инициативе Бертенсона в 1872 году были учреждены при Рождественской больнице: «Школа для образования лекарских помощниц» («Рождественские курсы») и бесплатная лечебница для приходящих больных имени великой княгини Марии Александровны, герцогини Эдинбургской (1875), директором которой, как и Рождественского барачного лазарета, он был 22 года подряд.
Во время франко-прусской войны Бертенсон сопровождал Н. И. Пирогова на театр военных действий, откуда написал ряд писем в «Вестник Общества попечения о больных и раненых воинах», редактором которого состоял до 1876 года. Будучи близким другом знаменитого хирурга, Бертенсон стал его первым биографом.
С 1 января 1873 года — в чине действительного статского советника.
С 29 марта 1894 года по 10 апреля 1895 года был Правительственным комиссаром КМВ. Был женат на дочери генерал-майора Михаила Петровича Храповицкого.
Племянник — врач-бальнеолог Лев Бернардович Бертенсон.

## Деятельность
В зрелом возрасте принял лютеранство.
Являясь убежденным последователем Пирогова, во многом содействовал развитию в России больничной гигиены.
Бертенсон — участник ряда международных гигиенических конгрессов в Брюсселе (1862), Париже (1876) и Вене (1883), состоял членом многих медицинских обществ и столичным губернским врачебным инспектором.

## Награды
- орден Святого Станислава 1-й степени (1878)
- орден Святого Станислава 2-й степени с короной (1868)
- орден Святого Владимира 3-й (1875) и 4-й (1865) степени
- орден Святой Анны 1-й степени, орден Святой Анны 2-й степени с короной (1872)
- турецкие ордена  Меджидие 4-й степени (1865), Меджидие 3-й степени (1880) и Османие 2-й степени (1885)
- прусская золотая медаль в память Франко-германской войны 1870—1871 гг.
- золотой перстень с драгоценными камнями от императора был пожалован за сочинение «Барачные лазареты в мирное и военное время» 9 декабря 1871 года.

## Избранные труды
Автор около 58 научных трудов, среди которых:
- «Барачные лазареты» (с предисл. Н. И. Пирогова, СПб., 1871);
- «Бараки СПб. дамского лазаретного комитета» (1872);
- «Санитарное состояние фабрик и заводов Санкт-Петербургской губернии» («Здоровье», 1878);
- «Биографический очерк Н. И. Пирогова» («Русская старина»., 1881) и др.
- «Врачебно-профессиональное образование женщин в России» («Вестник Европы», 1890).